# ريتشارد هانلي
ريتشارد هانلي (بالإنجليزية: Richard Hanley)‏ هو كاتب أمريكي، ولد في 1957.

## وصلات خارجية
- ريتشارد هانلي على موقع IMDb (الإنجليزية)